# Mokwa
Mokwa è una città della Repubblica Federale della Nigeria appartenente allo stato di Niger.
È il capoluogo dell'omonima area a governo locale (local government area) che si estende su una superficie di 4.338 km² e conta una popolazione di 244.937 abitanti.